# 정택현
정택현(2003년 7월 28일 ~ )은 대한민국의 배우이자 과거 원더나인으로 활동한 가수였다.

## 학력
- 군포양정초등학교 (졸업)
- 금정중학교 (졸업)
- 안양예술고등학교 (졸업)
- 동국대학교 연극영화과 (재학)

## 출연작

### 드라마
- 《경이로운 소문 2: 카운터 펀치》 (tvN, 2023년) - 임재열
- 《트롤리》 (SBS, 2022년) - 남지훈 역
- 《라켓소년단》 (SBS, 2021년) - 오재석 역
- 《오! 주인님》 (MBC, 2021년) - 어린 한비수 역 (이민기 아역)
- 《악의 꽃》 (tvN, 2020년) - 김무진 역 (서현우 아역)
- 《블랙독》 (tvN, 2019년) - 황보통 역
- 《내일은 실험왕 2》 (투니버스, 2016년) - 하지만 역
- 《내일은 실험왕》 (투니버스, 2015년) - 하지만 역
- 《엄마》 (MBC, 2015년)
- 《압구정 백야》 (MBC, 2014년)
- 《삼총사》 (tvN, 2014년) - 어린 소현세자 역 (지은성, 이진욱 아역)
- 《감격시대: 투신의 탄생》 (KBS2, 2014년)
- 《굿 닥터》 (KBS2, 2013년)
- 《미래의 선택》 (KBS2, 2013년)
- 《궁중잔혹사 꽃들의 전쟁》 (JTBC, 2013년) - 숭선군 역

### 영화
- 《니 부모 얼굴이 보고 싶다》 (2022년) - 정이든 역 (2017년 촬영)
- 《암수살인》 (2018년) - 어린 강태오 역 (주지훈 아역)
- 《소금별》 (2015년)
- 《피해자들》 (2014년) - 어린 한도경 역 (류태준 아역)
- 《작별들》 (2013년) - 명호 역
- 《발걸음》 (2012년) - 철호 역
- 《포화 속으로》 (2010년) - 꼬마 아이 역
- 《엄마를 기다리며》 (2009년) - 우주 역

### 방송
- 《막이래쇼 무작정여행단》 (투니버스, 2015년~2017년)
- 《생방송 톡!톡! 보니하니》 (EBS, 2013년)
- 《리얼리티쇼 유아독존 시즌 2》 (EBS, 2009년)
- 《생방송 톡!톡! 보니하니》 (EBS, 2017년 ~ 2018년) - MC 보니[2]
- 《언더나인틴》 (MBC, 2018년 ~ 2019년) - 참가자